# ターニングパッド

ターニングパッド上の航空機の動き

ターニングパッドとは、滑走路上で航空機が方向転換（Uターン）を行うために、滑走路の幅が広がっている部分である。主に平行誘導路がなく、末端部から直接出入りできない滑走路の末端部に設けられるが、滑走路の途中に設けられることもある。
離陸時であれば、航空機は滑走路上をタクシングして滑走路末端部のターニングパッドを利用して離陸する方向にUターンを行い、離陸体勢に入る。着陸した航空機は滑走路端部まで走行・減速し、ターニングパッドでUターンした後、滑走路上を引き返す形で取付誘導路へ向かう。
このようにターニングパッドを設置することで、平行誘導路が無くとも滑走路の全長を最大限に利用して航空機を離着陸させることが可能になる。
ただし、離着陸する航空機が滑走路上をタクシングする必要があり、先発の航空機の離陸後すぐに次の航空機が離陸体勢に入ることができなかったり、着陸した航空機が速やかに滑走路から退出することができなかったりするなど、同じ全長の滑走路でも平行誘導路を有する滑走路よりは運用効率が落ちる。
このため、交通量が少なく平行誘導路を持たず、滑走路中央部分の取付誘導路で駐機場に直結されている小規模な空港でターニングパッドが活用されることが多い。

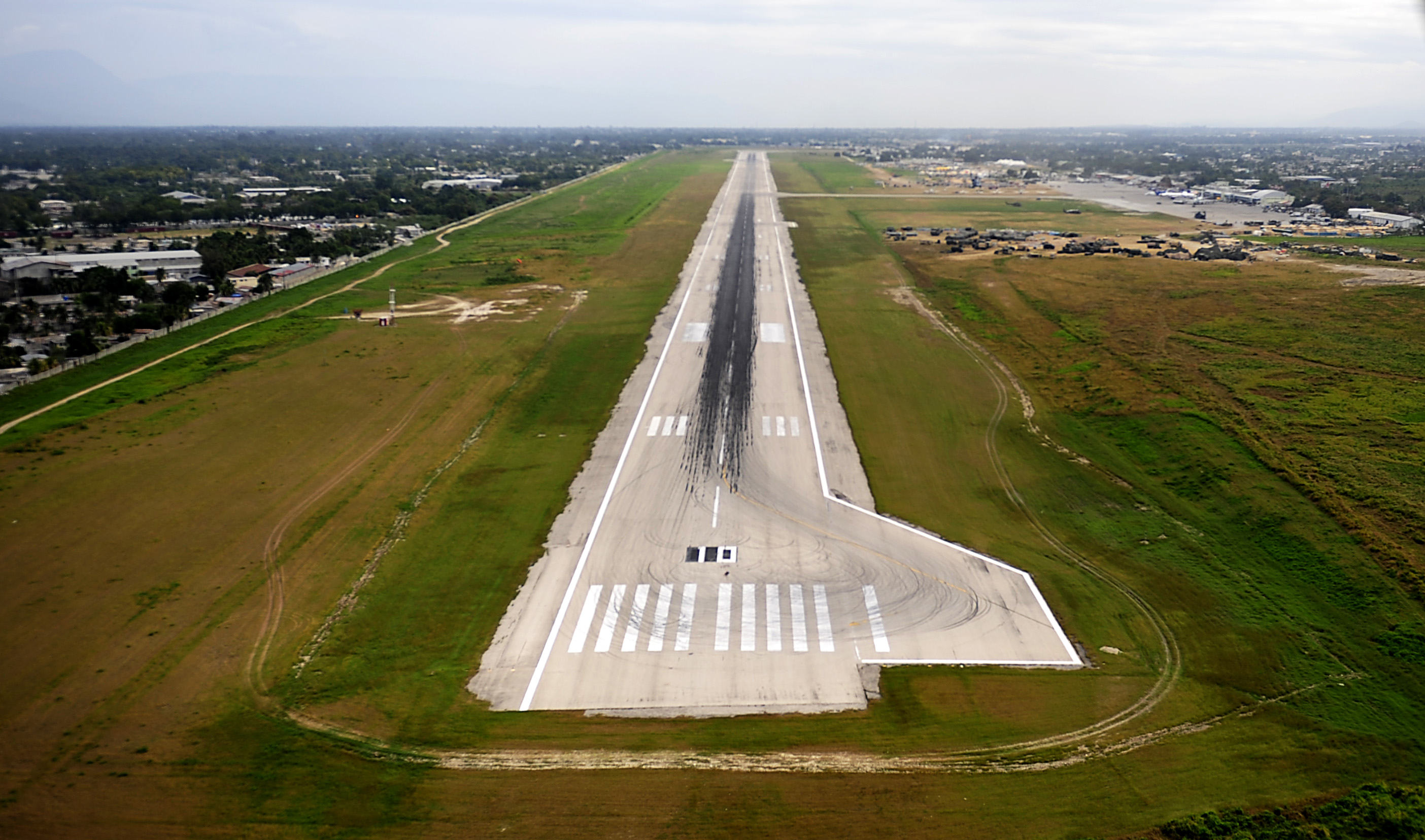
ポルトープランス国際空港
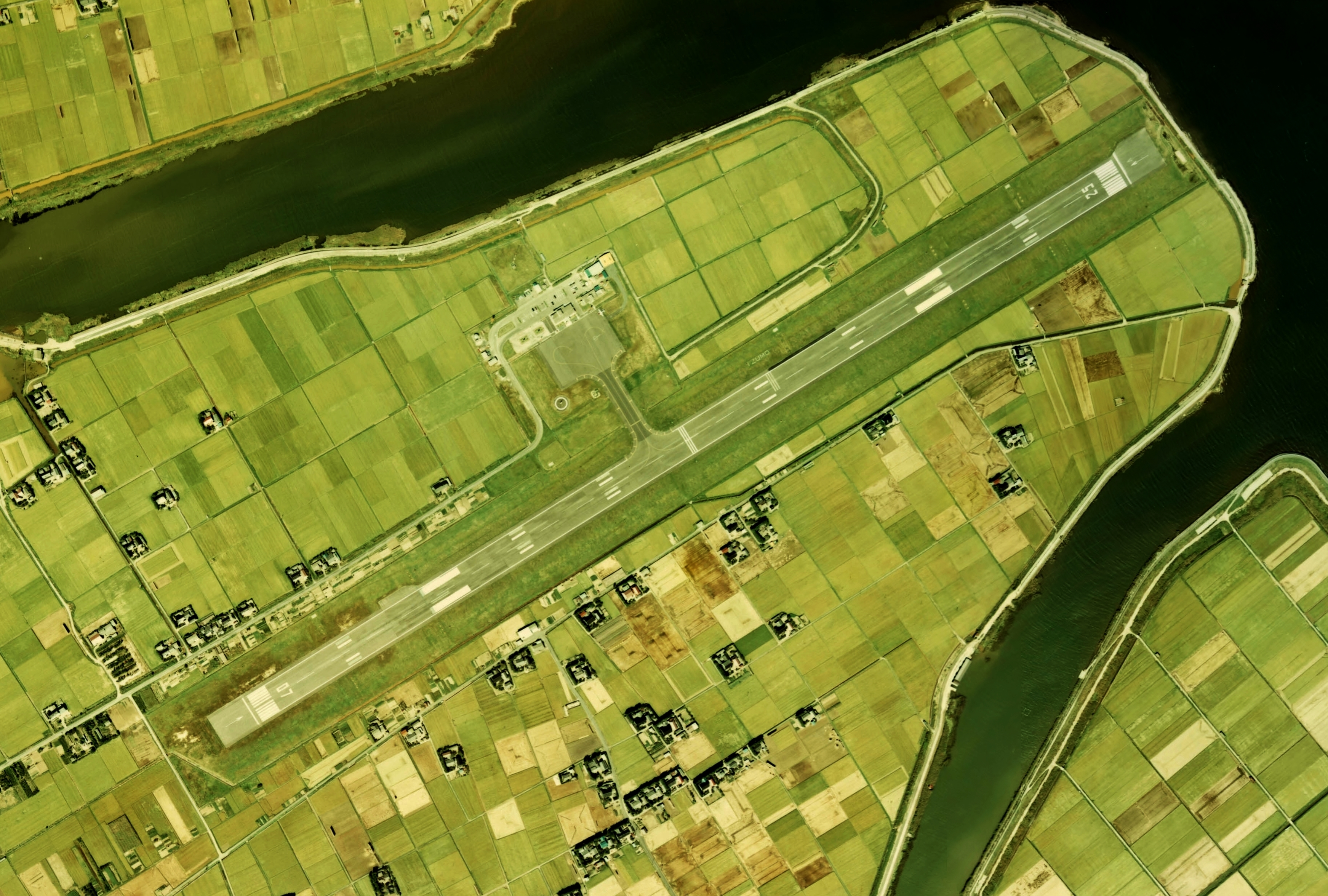
片側のみ設置時[注釈 1]の出雲空港付近の空中写真。（1976年撮影）
国土交通省 国土地理院 地図・空中写真閲覧サービスの空中写真を基に作成